# Katrin Aladjova-Kusznirczuk
Katrin Aladjova-Kusznirczuk (geboren als Katrin Penewa Aladjowa, bulgarisch Катрин Пенева Аладжова, beim Weltschachbund FIDE Katrin Aladjova; * 21. Juni 1971 in Sofia) ist eine bulgarisch-australische Schachspielerin und -funktionärin.

## Leben
Das Schachspielen lernte sie von ihrem Vater, als sie sechs Jahre alt war. 1989 heiratete sie, zog nach Australien und nahm den Namen Katrin Wills an. Nach erneuter Heirat heißt sie ab 2011 Katrin Aladjova-Kusznirczuk.
Als Schachfunktionärin ist sie Delegierte des australischen Schachverbandes bei der FIDE und war von 2007 bis November 2009 Präsidentin des Schachverbandes des australischen Bundesstaates Victoria. Sie ist inzwischen in der Kosmetikberatung tätig.

## Erfolge
1986 gewann sie im argentinischen Río Gallegos die U16-Weltmeisterschaft der weiblichen Jugend, wodurch ihr der Titel FIDE-Meister der Frauen (WFM) verliehen wurde. 1989 gewann sie im puerto-ricanischen Aguadilla die U18-Weltmeisterschaft der weiblichen Jugend. Im selben Jahr gewann Wesselin Topalow die U14-WM und Antoaneta Stefanowa die U10-WM. Ein Dreifacherfolg bulgarischer Spieler 1989 verstärkte in Bulgarien das Interesse am Schachsport. Nach ihrem U18-Titel heiratete sie und zog nach Australien. Sie nahm an der australischen Einzelmeisterschaft der Frauen 1992 in Melbourne teil, ausgetragen zur Jahreswende 1991/92, die sie gewann; danach spielte sie mit dem Begonia Open in Ballarat im März 2007 nur noch ein Elo-gewertetes Turnier.